# اچ‌ام‌اس اوبرون (۱۸۰۵)
اچ‌ام‌اس اوبرون (۱۸۰۵) (به انگلیسی: HMS Oberon (1805)) یک کشتی بود که طول آن ۹۳ فوت ۲ اینچ (۲۸٫۴۰ متر) بود. این کشتی در سال ۱۸۰۵ ساخته شد.